# Eugeniusz (Szerieszyłow)
Eugeniusz, imię świeckie Nikołaj Szerieszyłow (ur. 1 kwietnia?/13 kwietnia 1826 w Czernihowie, zm. 10 marca?/22 marca 1897 w Kijowie) – biskup Rosyjskiego Kościoła Prawosławnego.

## Życiorys
Był synem prawosławnego diakona, jednak ojca stracił w wieku ośmiu lat. Naukę w szkole duchownej mógł podjąć dzięki opiece profesora Kijowskiej Akademii Duchownej, Jakowa Amfitieatrowa. W 1849 ukończył seminarium duchowne w Kijowie. W 1853 ukończył także wyższe studia w Kijowskiej Akademii Duchownej, jako jeden z najlepszych absolwentów. W tym samym roku, 5 czerwca, złożył wieczyste śluby mnisze w Ławrze Pieczerskiej. 25 lipca tego samego roku został wyświęcony na diakona, zaś 13 września – na kapłana. Został także zatrudniony jako wykładowca Pisma Świętego w seminarium, którego sam był absolwentem. W 1855 obronił dysertację magisterską. W roku szkolnym 1857/1858 był p.o. inspektora tejże szkoły. Od kolejnego roku akademickiego był już wykładowcą seminarium duchownego w Jarosławiu, gdzie pełnił także obowiązki inspektora. W 1861 został rektorem seminarium duchownego w Czernihowie i przełożonym monasteru Zwiastowania w Niżynie. W tym samym roku otrzymał godność archimandryty. W seminarium wykładał Pismo Święte, historię biblijną, historię Kościoła, liturgikę, homiletykę i pedagogikę, redagował eparchialne pismo. W 1868 został przeniesiony do pracy w seminarium w Wilnie, gdzie powierzono mu stanowisko rektora. W eparchii wileńskiej i litewskiej był także redaktorem organu prasowego eparchii i cenzorem publikacji religijnych.
16 maja 1870 otrzymał nominację na biskupa brzeskiego, wikariusza eparchii wileńskiej i litewskiej. Jego chirotonia odbyła się 9 sierpnia tego samego roku w Ławrze Aleksandra Newskiego w Petersburgu. Równocześnie został przełożonym monasteru Świętych Borysa i Gleba w Grodnie. Po pięciu latach jego tytuł uległ zmianie na biskup kowieński, został bowiem skierowany do monasteru w Pożajściu, także w charakterze przełożonego. W 1877 został ordynariuszem eparchii mińskiej i bobrujskiej (od 1878 – mińskim i turowskim). Z jego inicjatywy w Mińsku wydane zostały dzieła zebrane Cyryla Turowskiego. W 1878 przeprowadził także powtórną konsekrację soboru Świętych Piotra i Pawła w Mińsku oraz poświęcił w nim nowy ołtarz św. Cyryla Turowskiego. Zainicjował także remont monasteru w Ladach. W czasie wojny rosyjsko-tureckiej udostępnił część rezydencji biskupiej w Mińsku na potrzeby szpitala. Organizował nowe szkoły parafialne, zaś do przyjmowania święceń kapłańskich dopuszczał jedynie osoby z wykształceniem teologicznym.
W 1880 został przeniesiony na katedrę astrachańską. Był głównym organizatorem budowy cerkwi Opieki Matki Bożej w Astrachaniu, wzbogacił zbiory biblioteki eparchialnej, w 1885 założył w Astrachaniu bractwo Świętych Cyryla i Metodego. Przy niemal wszystkich cerkwiach parafialnych w mieście utworzył dwuletnie szkoły parafialne. Doprowadził także do urządzenia szkolnych cerkwi przy wszystkich świeckich placówkach edukacyjnych w mieście.
W 1889 został przeniesiony na katedrę stawropolską i jekatierinodarską. W eparchii stawropolskiej utworzył dodatkowe etaty dla kapłanów, chcąc, by duchowni mogli regularnie odprawiać nabożeństwa w oddalonych od parafialnych cerkwi chutorach. Zbudował także nową rezydencję biskupa stawropolskiego, szkołę i fabrykę świec wotywnych. Podobnie jak w poprzednich eparchiach, tworzył nowe szkoły parafialne. Wspierał materialnie ubogich.
W 1893 przeniesiony na katedrę mohylewską. W 1896 odszedł w stan spoczynku. Zamieszkał w Ławrze Pieczerskiej, tam też rok później zmarł.